# 프룬젠스코프리모르스카야선
프룬젠스코 프리모르스카야 선(러시아어: Фрунзенско-Приморская линия) 또는 퍼플 라인이라고도 불리는 상트페테르부르크 지하철의 5호선으로 역사도시의 중심지와 서북 지역과 남쪽 지역을 잇는 노선이다.
2008년 12월 20일에 개통되었지만, 노선의 일부분은 상당히 오래되었고 2008년 공식 개통 때는 노선과 동시에 개통한 역이 2곳에 불과했다. 2009년 3월 7일, 메트로에서는 프라보베레즈나야 선(4호선)의 기존 역사 6개를 본 노선에 편입시켜 9개 역까지 확장시켰다.
아드미랄테이스카야 역은 러시아에서 가장 깊은 역이자 세계에서 가장 깊은 역인 깊이 86m로 2011년 본 노선에 개통되었다.

## 타임라인

### 구간
| 구간                                                                            | 개통일           | 길이    | 역 수 |
| ------------------------------------------------------------------------------- | ---------------- | ------- | ----- |
| 사도바야 4호선의 일부                                                           | 1991년 12월 30일 | N/A     | 1     |
| 사도바야 - 치칼롭스카야 (아드미랄테이스카야 역 제외) 4호선의 일부               | 1997년 9월 15일  | 4.7 km  | 2     |
| 치칼롭스카야 - 스타라야 데레브냐 (크레스톱스키 오스트로프 역 제외) 4호선의 일부 | 1999년 1월 14일  | 4.1 km  | 1     |
| 크레스톱스키 오스트로프 4호선의 일부                                            | 1999년 9월 3일   | N/A     | 1     |
| 스타라야 데레브냐 - 코멘단츠키 프로스펙트 4호선의 일부                          | 2005년 4월 12일  | 2.7 km  | 1     |
| 즈베니고로츠카야 - 볼콥스카야 (오브보드니 카날 역 제외)                         | 2008년 12월 20일 | 3.2 km  | 2     |
| 사도바야 - 즈베니고로츠카야, 프리모르스키 / 프룬젠스키 반경 포함                | 2009년 3월 7일   | 1.1 km  | N/A   |
| 오브보드니 카날                                                                 | 2010년 12월 30일 | N/A     | 1     |
| 아드미랄테이스카야                                                              | 2011년 12월 28일 | N/A     | 1     |
| 볼콥스카야 - 메즈두나로드나야                                                   | 2012년 12월 28일 | 5.0 km  | 2     |
| 메즈두나로드나야 - 슈샤리                                                       | 2019년 10월 3일  | 5.23 km | 3     |
| Total:                                                                          | Total:           | 26.2 km | 15    |

## 환승역
|  | 노선                           | 환승역           |
|  | ------------------------------ | ---------------- |
|  | 키롭스코 비보륵스카야 선       | 즈베니고로츠카야 |
|  | 모스콥스코 페트로그라츠카야 선 | 사도바야         |
|  | 프라보베레즈나야 선            | 사도바야         |

## 차량
프룬젠스코 프리모르스카야 선은 현재 81-540/541의 열차가 운행되고 있으며, 개통 이후 2, 5 차량 계통이 운행되고 있다.